# Tony Knowles
Pour les articles homonymes, voir Knowles.
Ne doit pas être confondu avec Tony Knowles (snooker).
Anthony Carroll Knowles, né le 1er janvier 1943 à Tulsa en Oklahoma, est un homme d'affaires et homme politique américain qui fut gouverneur de l'Alaska de 1994 à 2002.

## Biographie

### Jeunesse et études
En 1962, Knowles rejoint l'United States Army et est incorporé au sein de la 82e division aéroportée, puis sert ensuite au Viêt Nam. Il obtient un bachelor en économie à l'université Yale en 1968. Il se rend ensuite en Alaska, où il travaille sur des forages pétroliers de la North Slope et dans le golfe de Cook. En 1969, Knowles ouvre son premier restaurant à Anchorage.

### Carrière politique
Après trois mandats au législatif de la ville, il est élu maire d'Anchorage de 1981 à 1987. Knowles se présente à l'élection au poste de gouverneur en 1990, mais est battu par Walter Hickel. En 1994, il l'emporte sur Steve McAlpine lors de la primaire démocrate puis est élu gouverneur. 